# Convocazioni al campionato mondiale maschile di pallavolo 2010
Elenco dei giocatori convocati per il campionato mondiale 2010.

## Argentina
| N° | Nome                | Ruolo | Data di nascita  | Squadra             |
| -- | ------------------- | ----- | ---------------- | ------------------- |
| -  | Carlos Javier Weber | All   | 6 gennaio 1966   | Bolívar             |
| 1  | Mariano Giustiniano | S     | 4 aprile 1986    | Boca Juniors        |
| 2  | Pablo Crer          | C     | 21 giugno 1989   | Rosario Sonder      |
| 3  | Martín Blanco Costa | C     | 16 dicembre 1985 | La Unión de Formosa |
| 4  | Lucas Ocampo        | S     | 20 marzo 1986    | Zinella Bologna     |
| 5  | Nicolás Uriarte     | P     | 21 marzo 1990    | Zinella Bologna     |
| 6  | Gustavo Scholtis    | S     | 16 dicembre 1982 | Indios de Mayagüez  |
| 7  | Facundo Conte       | S     | 25 agosto 1989   | Zinella Bologna     |
| 8  | Demián González     | P     | 21 febbraio 1983 | UPCN                |
| 9  | Rodrigo Quiroga     | S     | 23 marzo 1987    | VBCE                |
| 11 | Sebastián Solé      | C     | 21 giugno 1991   | Rosario Sonder      |
| 12 | Federico Pereyra    | S/O   | 19 giugno 1988   | Bolívar             |
| 15 | Luciano De Cecco    | P     | 2 giugno 1988    | Dinamo-Jantar       |
| 16 | Alexis González     | L     | 21 luglio 1981   | Tours               |
| 18 | Franco López        | L     | 4 febbraio 1989  | Villa María         |

## Brasile
| N° | Nome                  | Ruolo | Data di nascita   | Squadra            |
| -- | --------------------- | ----- | ----------------- | ------------------ |
| -  | Bernardo de Rezende   | All   | 25 agosto 1959    | Rio de Janeiro     |
| 1  | Bruno de Rezende      | P     | 2 luglio 1986     | Cimed              |
| 4  | Alan Domingos         | L     | 15 febbraio 1980  | Pinheiros          |
| 5  | Sidnei dos Santos     | C     | 9 luglio 1982     | Sesi               |
| 6  | Leandro Vissotto      | S/O   | 30 aprile 1983    | Trentino           |
| 7  | Gilberto de Godoy     | S     | 23 dicembre 1976  | Pinheiros          |
| 8  | Murilo Endres         | S     | 3 maggio 1981     | Sesi               |
| 9  | Théo Lopes            | O     | 31 agosto 1983    | Suntory Sunbirds   |
| 12 | João Paulo Tavares    | S/O   | 3 marzo 1983      | Panasonic Panthers |
| 13 | João Paulo Bravo      | S     | 7 gennaio 1979    | Piacenza           |
| 14 | Rodrigo Santana       | C     | 17 aprile 1979    | Pinheiros          |
| 16 | Lucas Saatkamp        | C     | 6 marzo 1986      | Cimed              |
| 17 | Marlon Moraguti Yared | P     | 27 luglio 1977    | BVC                |
| 18 | Dante do Amaral       | S     | 30 settembre 1980 | Panathinaikos      |
| 19 | Mário Pedreira        | L     | 3 maggio 1982     | Cimed              |

## Bulgaria
| N° | Nome             | Ruolo | Data di nascita   | Squadra           |
| -- | ---------------- | ----- | ----------------- | ----------------- |
| -  | Silvano Prandi   | All   | 13 novembre 1947  | Modena            |
| 2  | Hristo Cvetanov  | C     | 29 marzo 1978     | Lokomotiv-Izumrud |
| 3  | Andrej Žekov     | P     | 12 marzo 1980     | Olympiakos        |
| 4  | Vladislav Ivanov | L     | 14 marzo 1987     | Levski Volej      |
| 5  | Svetoslav Gocev  | C     | 31 agosto 1990    | Pirin             |
| 6  | Matej Kazijnski  | S     | 23 settembre 1984 | Trentino          |
| 10 | Valentin Bratoev | S     | 21 ottobre 1987   | Massa             |
| 11 | Vladimir Nikolov | S/O   | 3 ottobre 1977    | Piemonte          |
| 12 | Viktor Josifov   | C     | 16 ottobre 1985   | M. Roma           |
| 13 | Teodor Salparov  | L     | 16 agosto 1982    | Dinamo Mosca      |
| 15 | Todor Aleksiev   | S     | 21 aprile 1983    | Lokomotiv-Izumrud |
| 17 | Nikolaj Penčev   | S     | 22 maggio 1992    | Viktorija Plovdiv |
| 18 | Nikolaj Nikolov  | C     | 29 luglio 1986    | CSKA Sofia        |
| 19 | Cvetan Sokolov   | S/O   | 31 dicembre 1989  | Trentino          |
| 20 | Konstantin Mitev | O     | 27 ottobre 1984   | Arda Kardzhali    |

## Cuba
| N° | Nome                      | Ruolo | Data di nascita   | Squadra          |
| -- | ------------------------- | ----- | ----------------- | ---------------- |
| -  | Orlando Samuels Blackwood | All   | -                 | -                |
| 1  | Wilfredo León             | S     | 31 luglio 1993    | Capitalinos      |
| 4  | Yoandy Leal               | S     | 31 agosto 1988    | Ciudad Habana    |
| 6  | Keibel Gutiérrez          | L     | 6 maggio 1987     | Ciudad Habana    |
| 7  | Osmany Camejo             |       | 18 febbraio 1983  | Villa Clara      |
| 8  | Rolando Cepeda            | S     | 13 marzo 1989     | Sancti Spíritus  |
| 11 | Rafael Ortiz Ortega       |       | 3 febbraio 1990   | Ciudad Habana    |
| 12 | Henry Bell Cisnero        |       | 27 luglio 1983    | Santiago de Cuba |
| 13 | Robertlandy Simon         | C     | 11 giugno 1987    | Ciudad Habana    |
| 14 | Raydel Hierrezuelo        | P     | 14 luglio 1987    | Ciudad Habana    |
| 16 | Isbel Mesa                | C     | 2 giugno 1989     | Ciudad Habana    |
| 18 | Yoandy Diaz               |       | 4 gennaio 1985    | Ciudad Habana    |
| 19 | Fernando Hernández        | O     | 11 settembre 1989 | Ciudad Habana    |

## Egitto
| N° | Nome                | Ruolo | Data di nascita  | Squadra         |
| -- | ------------------- | ----- | ---------------- | --------------- |
| -  | Antonio Giacobbe    | All   | 12 febbraio 1947 | -               |
| 1  | Saleh Youssef       | S     | 25 luglio 1982   | Zamalek         |
| 2  | Ahmed Abdalla       | S     | 10 ottobre 1983  | Al Arabi        |
| 4  | Ahmed Abdel Naeim   | O     | 19 agosto 1984   | Al-Ahly         |
| 5  | Abdel Latif Ahmed   | C     | 13 agosto 1983   | Al-Ahly         |
| 6  | Wael Alaydy         | L     | 8 dicembre 1971  | Al-Ahly         |
| 7  | Ashraf Abouelhassan | S     | 17 maggio 1975   | Zamalek         |
| 9  | Rashad Atia         | C     | 2 settembre 1986 | Tala'a El-Gaish |
| 10 | Ahmed Kotb          | O     | 6 settembre 1991 | Al-Ahly         |
| 11 | Ahmed Afifi         |       | 30 marzo 1988    | Zamalek         |
| 13 | Mohamed Badawy      | S     | 11 gennaio 1986  | Zamalek         |
| 14 | Ahmed El Sheikh     |       | 19 luglio 1988   | Al-Ahly         |
| 17 | Mahmoud Abdel Kader | S     | 12 maggio 1985   | Al-Ahly         |

## Francia
| N° | Nome                    | Ruolo | Data di nascita   | Squadra        |
| -- | ----------------------- | ----- | ----------------- | -------------- |
| -  | Philippe Blain          | All   | 20 maggio 1960    | -              |
| 2  | Hubert Henno            | L     | 6 ottobre 1976    | Piemonte       |
| 3  | Gérald Hardy-Dessources | C     | 9 febbraio 1983   | Cannes         |
| 4  | Antonin Rouzier         | S/O   | 18 agosto 1986    | Stade Poitevin |
| 5  | Romain Vadeleux         | S     | 12 febbraio 1983  | Saint-Quentin  |
| 6  | Benjamin Toniutti       | P     | 30 ottobre 1989   | Arago de Sète  |
| 7  | Stéphane Antiga         | S     | 3 febbraio 1976   | Skra Bełchatów |
| 8  | Earvin N'Gapeth         | S     | 12 febbraio 1991  | Tours          |
| 9  | Guillaume Sanica        | S     | 28 settembre 1981 | Panathīnaïkos  |
| 11 | Édouard Rowlandson      | L     | 20 luglio 1988    | Arago de Sète  |
| 12 | Nicolas Maréchal        | S     | 4 marzo 1987      | Stade Poitevin |
| 13 | Pierre Pujol            | P     | 13 luglio 1984    | Cannes         |
| 16 | Kévin Le Roux           | C/O   | 11 maggio 1989    | Cannes         |
| 17 | Olivier Kieffer         | C     | 27 agosto 1979    | Stade Poitevin |
| 18 | Jean-François Exiga     | L     | 9 marzo 1982      | Gabeca         |

## Germania
| N° | Nome               | Ruolo | Data di nascita  | Squadra                         |
| -- | ------------------ | ----- | ---------------- | ------------------------------- |
| -  | Raúl Lozano        | All   | 3 maggio 1956    | -                               |
| 1  | Sebastian Prüsener | L     | 26 maggio 1982   | Netzhoppers Königs Wusterhausen |
| 3  | Sebastian Schwarz  | S     | 2 ottobre 1985   | Unterhaching                    |
| 4  | Simon Tischer      | P     | 24 aprile 1982   | Īraklīs Salonicco               |
| 5  | Björn Andrae       | S     | 14 maggio 1981   | Callipo                         |
| 6  | Denys Kaliberda    | S     | 24 giugno 1990   | Unterhaching                    |
| 7  | Lukas Bauer        | C     | 26 febbraio 1989 | Friedrichshafen                 |
| 8  | Marcus Böhme       | C     | 25 agosto 1985   | Friedrichshafen                 |
| 10 | Jochen Schöps      | S/O   | 8 ottobre 1983   | Iskra Odincovo                  |
| 12 | Ferdinand Tille    | L     | 8 dicembre 1988  | Unterhaching                    |
| 13 | Christian Dünnes   | S     | 16 giugno 1984   | Dürener                         |
| 14 | Robert Kromm       | S     | 9 marzo 1984     | BluVolley Verona                |
| 15 | Max Günthör        | C     | 9 agosto 1985    | Unterhaching                    |
| 17 | Patrick Steuerwald | P     | 3 marzo 1986     | Unterhaching                    |
| 18 | György Grozer      | S/O   | 27 novembre 1984 | Friedrichshafen                 |

## Italia
| N° | Nome               | Ruolo | Data di nascita   | Squadra          |
| -- | ------------------ | ----- | ----------------- | ---------------- |
| -  | Andrea Anastasi    | All   | 8 ottobre 1960    | -                |
| 1  | Luigi Mastrangelo  | C     | 17 agosto 1975    | Piemonte         |
| 2  | Davide Marra       | L     | 12 marzo 1984     | Piacenza         |
| 3  | Simone Parodi      | S     | 16 giugno 1986    | Lube             |
| 4  | Andrea Bari        | L     | 5 marzo 1980      | Trentino         |
| 5  | Valerio Vermiglio  | P     | 1º marzo 1976     | Lube             |
| 7  | Michał Łasko       | S/O   | 11 marzo 1981     | BluVolley Verona |
| 11 | Cristian Savani    | S     | 22 febbraio 1982  | Umbria           |
| 12 | Simone Buti        | C     | 19 settembre 1983 | Gabeca           |
| 13 | Dragan Travica     | P     | 28 agosto 1986    | Gabeca           |
| 14 | Alessandro Fei     | C     | 29 novembre 1978  | Treviso          |
| 15 | Emanuele Birarelli | C     | 8 febbraio 1981   | Trentino         |
| 17 | Andrea Sala        | C     | 27 dicembre 1978  | Trentino         |
| 18 | Matej Černič       | S     | 19 agosto 1983    | Umbria           |
| 19 | Ivan Zaytsev       | S/O   | 2 ottobre 1988    | M. Roma          |

## Polonia
| N° | Nome               | Ruolo | Data di nascita   | Squadra              |
| -- | ------------------ | ----- | ----------------- | -------------------- |
| -  | Daniel Castellani  | All   | 21 marzo 1961     | -                    |
| 1  | Piotr Nowakowski   | C     | 18 dicembre 1987  | AZS Częstochowa      |
| 2  | Michał Winiarski   | S     | 28 settembre 1983 | Skra Bełchatów       |
| 3  | Piotr Gruska       | S     | 8 marzo 1977      | Łuczniczka Bydgoszcz |
| 5  | Paweł Zagumny      | P     | 18 ottobre 1977   | Panathinaikos        |
| 6  | Bartosz Kurek      | S     | 29 agosto 1988    | Skra Bełchatów       |
| 9  | Zbigniew Bartman   | S/O   | 4 maggio 1987     | Prisma               |
| 10 | Mariusz Wlazły     | S/O   | 4 agosto 1983     | Skra Bełchatów       |
| 12 | Patryk Czarnowski  | C     | 1º novembre 1985  | Jastrzębski Węgiel   |
| 14 | Michał Ruciak      | P     | 22 agosto 1983    | ZAKSA                |
| 15 | Piotr Gacek        | L     | 16 settembre 1978 | Skra Bełchatów       |
| 16 | Krzysztof Ignaczak | L     | 15 maggio 1978    | Asseco Resovia       |
| 17 | Michał Bąkiewicz   | S     | 22 febbraio 1981  | Skra Bełchatów       |
| 18 | Marcin Możdżonek   | C     | 9 febbraio 1985   | Skra Bełchatów       |
| 19 | Grzegorz Łomacz    | S     | 1º ottobre 1987   | Jastrzębski Węgiel   |

## Rep. Ceca
| N° | Nome           | Ruolo | Data di nascita  | Squadra         |
| -- | -------------- | ----- | ---------------- | --------------- |
| -  | Jan Svoboda    | All   | 8 maggio 1967    | -               |
| 2  | Jiří Popelka   | S     | 11 maggio 1977   | New Mater       |
| 6  | Petr Konečný   | C     | 16 febbraio 1975 | Tours           |
| 7  | Aleš Holubec   | C     | 13 marzo 1984    | Tours           |
| 8  | Martin Kryštof | L     | 11 ottobre 1982  | Charlottenburg  |
| 9  | Ondřej Hudeček | O     | 9 maggio 1981    | Montpellier     |
| 12 | Jakub Veselý   | C     | 2 settembre 1986 | Arago de Sète   |
| 13 | Jiří Bence     | L     | 8 maggio 1985    | VO Příbram      |
| 14 | Petr Zapletal  | P     | 20 dicembre 1977 | İstanbul BB     |
| 15 | Jan Štokr      | S/O   | 16 gennaio 1983  | Umbria          |
| 16 | Peter Pláteník | S     | 16 marzo 1981    | Ziraat Bankası  |
| 17 | David Konečný  | S/O   | 10 ottobre 1982  | Tours           |
| 18 | Lukáš Ticháček | P     | 12 gennaio 1982  | Friedrichshafen |

## Russia
| N° | Nome              | Ruolo | Data di nascita   | Squadra               |
| -- | ----------------- | ----- | ----------------- | --------------------- |
| -  | Daniele Bagnoli   | All   | 25 ottobre 1953   | -                     |
| 1  | Evgenij Sivoželez | S     | 6 agosto 1986     | Dinamo Mosca          |
| 2  | Semën Poltavskij  | C     | 8 febbraio 1981   | Dinamo Mosca          |
| 4  | Taras Chtej       | S     | 22 maggio 1982    | Lokomotiv-Belogor'e   |
| 6  | Sergej Grankin    | P     | 21 gennaio 1985   | Dinamo Mosca          |
| 8  | Denis Birjukov    | S     | 8 dicembre 1988   | Lokomotiv-Belogor'e   |
| 10 | Jurij Berežko     | S     | 27 gennaio 1984   | Dinamo Mosca          |
| 11 | Sergej Makarov    | P     | 28 marzo 1980     | Iskra Odincovo        |
| 13 | Dmitrij Muserskij | C     | 29 ottobre 1988   | Lokomotiv-Belogor'e   |
| 14 | Anton Astashenkov |       | 27 ottobre 1981   | Iskra Odincovo        |
| 15 | Aleksandr Volkov  | C     | 14 febbraio 1985  | Dinamo Mosca          |
| 16 | Aleksej Verbov    | L     | 31 gennaio 1982   | Zenit-Kazan           |
| 17 | Maksim Michajlov  | S/O   | 19 marzo 1988     | Jaroslavič            |
| 18 | Dmitrij Ščerbinin | C     | 10 settembre 1989 | Dinamo Mosca          |
| 19 | Valery Komarov    | L     | 21 marzo 1980     | Lokomotiv Novosibirsk |

## Serbia
| N° | Nome              | Ruolo | Data di nascita   | Squadra               |
| -- | ----------------- | ----- | ----------------- | --------------------- |
| -  | Igor Kolaković    | All   | 4 giugno 1964     | -                     |
| 1  | Nikola Kovačević  | S     | 14 febbraio 1983  | Arīs Salonicco        |
| 4  | Bojan Janić       | S     | 3 novembre 1982   | Jaroslavič            |
| 5  | Vlado Petković    | P     | 6 gennaio 1983    | Woori Capital Dream 6 |
| 6  | Miloš Terzić      | S     | 13 giugno 1987    | Stella Rossa          |
| 7  | Dragan Stanković  | C     | 18 ottobre 1985   | Lube                  |
| 8  | Marko Samardžić   | L     | 22 febbraio 1983  | Arīs Salonicco        |
| 9  | Nikola Gbrić      | P     | 6 settembre 1973  | Piemonte              |
| 10 | Miloš Nikić       | S     | 31 marzo 1986     | Top Volley Latina     |
| 12 | Milan Rašić       | C     | 2 febbraio 1985   | Stella Rossa          |
| 14 | Ivan Miljković    | S/O   | 13 settembre 1979 | Olympiakos            |
| 15 | Saša Starović     | S/O   | 19 ottobre 1988   | Ural                  |
| 17 | Borislav Petrović | C     | 6 gennaio 1988    | Vojvodina             |
| 18 | Marko Podraščanin | C     | 29 agosto 1987    | Lube                  |
| 19 | Nikola Rosić      | L     | 5 agosto 1984     | Friedrichshafen       |

## Spagna
| N° | Nome                      | Ruolo | Data di nascita   | Squadra             |
| -- | ------------------------- | ----- | ----------------- | ------------------- |
| -  | Julio Velasco             | All   | 9 febbraio 1952   | -                   |
| 2  | Gustavo Saucedo           | O     | 5 gennaio 1978    | Tarragona SPSP      |
| 4  | Manuel Sevillano          | S/L   | 2 luglio 1981     | Almería             |
| 5  | Francisco José Rodríguez  | S     | 15 settembre 1980 | CV Teruel           |
| 6  | Sergio Noda               | S     | 23 marzo 1987     | Lupi Santa Croce    |
| 7  | Guillermo Hernán          | S     | 25 luglio 1982    | CV Teruel           |
| 8  | Alberto Salas             | C     | 13 settembre 1984 | Numancia de Soria   |
| 10 | Jorge Fernández Valcárcel | C     | 4 maggio 1989     | CV Pòrtol           |
| 12 | Francesc Llenas           |       | 13 settembre 1982 | CV Teruel           |
| 13 | Jordi Gens                | S     | 21 luglio 1978    | Panellinios Kypseli |
| 14 | Ibán Pérez                | O     | 13 novembre 1983  | CV Teruel           |
| 16 | Julián García-Torres      | C     | 8 novembre 1980   | CV Teruel           |
| 17 | Marlon Palharini          | S     | 3 febbraio 1984   | CV Barcelona        |

## Stati Uniti
| N° | Nome              | Ruolo | Data di nascita  | Squadra               |
| -- | ----------------- | ----- | ---------------- | --------------------- |
| -  | Alan Knipe        | All   | -                | -                     |
| 1  | Matthew Anderson  | S     | 14 aprile 1987   | Hyundai Skywalkers    |
| 2  | Sean Rooney       | S     | 13 novembre 1982 | Fakel                 |
| 4  | David Lee         | C     | 8 marzo 1982     | Lokomotiv Novosibirsk |
| 5  | Richard Lambourne | L     | 6 maggio 1975    | Łuczniczka Bydgoszcz  |
| 6  | Paul Lotman       | S     | 3 novembre 1985  | Stade Poitevin        |
| 7  | Jonathan Winder   | P     | 4 gennaio 1986   | Bottrop 90            |
| 8  | William Priddy    | S     | 1º ottobre 1977  | Lokomotiv Novosibirsk |
| 10 | Riley Salmon      | S     | 2 luglio 1976    | Minas                 |
| 13 | Clayton Stanley   | S/O   | 20 gennaio 1978  | Zenit-Kazan           |
| 14 | Kevin Hansen      | P     | 19 marzo 1982    | Fakel                 |
| 15 | Russell Holmes    | C     | 1º luglio 1982   | Tirol                 |
| 16 | Carson Clark      | S/O   | 20 gennaio 1989  | UC Irvine             |
| 17 | Maxwell Holt      | C     | 12 marzo 1987    | BluVolley Verona      |
| 19 | Alfredo Reft      | L     | 15 dicembre 1982 | Benfica               |
|    |                   |       |                  |                       |